# محمد العربي عبد المومن
محمد العربي عبد المومن سياسي جزائري، شغل منصب وزير الصحة والسكان بحكومة بن فليس الأولى و وزير العمل و الضمان الاجتماعي بحكومة بن فليس الثانية.